# یانک کیسمان
یانک کیسمان (استونیایی: Janek Kiisman؛ زادهٔ ۳ ژانویهٔ ۱۹۷۲) بازیکن فوتبال اهل استونی بود.
از باشگاه‌هایی که در آن بازی کرده‌است می‌توان به باشگاه فوتبال فلورا تالین و باشگاه فوتبال ویلیاندی تولویک اشاره کرد.
وی همچنین در تیم ملی فوتبال استونی بازی کرده‌است.